# 久塚純一
久塚 純一（ひさつか じゅんいち、1948年7月16日 - ）は、日本の法学者。早稲田大学名誉教授（2019年4月 - ）。みゅぜぶらん八女館長。北海道生まれ。専門は、社会保障法。 福祉・社会保障の学際的研究（社会保障制度の国際間比較研究〈とくに日仏間〉、先進各国において共通の課題となっている「次世代育成」・「少子化対応施策」の国際間比較研究に取組む。  ）。福祉の哲学、とりわけ現象学に傾注している。福岡県八女市の町家で蔵書3,000冊を置いて、みゅぜぶらん八女を開き、知的空間を利用して社会貢献をしている。趣味は音楽。近著に『ここに「感染症」がある［物語編］－七つの日常－』（成文堂、2023年9月、181頁）と『ここに「感染症」がある［探求編］－日常の「再生産」－』（成文堂、2023年9月、337頁）がある（『週刊社会保障』Vol.78 No.3257 ［法研、2024年2月、33頁］に書評掲載）。津田大介（ジャーナリスト／メディア・アクティビスト）はゼミ生。

## 経歴
学歴
- 1967年4月　同志社大学法学部法律学科入学
- 1971年3月　同志社大学法学部法律学科卒業（法学士）
- 1972年4月　九州大学大学院法学研究科修士課程（社会法学専攻）入学
- 1974年3月　九州大学大学院法学研究科修士課程（社会法学専攻）修了（法学修士）
- 1976年4月　九州大学大学院法学研究科博士課程（社会法学専攻）入学
- 1978年9月　九州大学大学院法学研究科博士課程（社会法学専攻）中途退学

職歴
- 1974年4月　九州大学法学部助手（文部教官，担当：社会法、1976年3月まで）
- 1978年10月　健康保険組合連合会　社会保障研究室研究員（1981年3月まで）
- 1981年4月　北九州大学（現・北九州市立大学）法学部専任講師（担当：社会法）
- 1982年4月　北九州大学法学部助教授（担当：社会法）（1992年3月まで）
- 1992年4月　早稲田大学社会科学部助教授
- 1993年4月　早稲田大学社会科学部教授
- 2004年9月　早稲田大学社会科学総合学術院教授（1966年創設の社会科学部と1994年開設の大学院社会科学研究科の2つを統合する「社会科学総合学術院」が2004年9月に設置された結果。）
- 2019年3月　早稲田大学社会科学総合学術院定年退職
- 2019年4月　早稲田大学名誉教授（現在に至る）

## 所属学会
所属学会
- 1972年　日本労働法学会
- 1977年　全国社会保障法研究会（1982年に日本社会保障法学会に改称）

所属学会役職
- 日本社会保障法学会事務局長（1999年度～2001年度）
- 日本社会保障法学会理事（通算11期）

　　第4期理事（1988年10月～1990年10月）
　　第5期理事（1990年10月～1992年10月）
　　第6期理事（1992年10月～1994年10月）
　　第8期理事（1996年10月～1998年10月）
　　第9期理事（1998年10月～2000年10月）
　　第10期理事（2000年10月～2002年10月）
　　第11期理事（2002年10月～2004年10月）
　　第12期理事（2004年10月～2006年10月）
　　第13期理事（2006年10月～2008年10月）
　　第14期理事（2008年10月～2010年10月）
　　第15期理事（2010年10月～2012年10月）

## 学外の活動
（1）新宿区
- 2003年6月　新宿区・地域との協働推進計画策定委員会委員長（2004年3月まで）
- 2004年5月　新宿区協働支援会議会長（2009年3月まで）
- 2006年6月  新宿区協働事業提案制度審査会会長（2009年3月まで）
- 2010年4月　新宿区協働支援会議会長（2019年3月まで）
- 2014年8月　新宿区協働事業評価会会長（2018年3月まで）

（2）福岡県地方自治研究所
- 1988年12月　福岡地方自治研究所　研究員（現在まで）
- 1993年12月　福岡地方自治研究所　企画委員（2001年11月まで）
- 2002年12月　福岡地方自治研究所　企画委員（2004年11月まで）
- 2004年12月　福岡地方自治研究所　副所長（2006年11月まで）
- 2006年12月　福岡地方自治研究所　所長（2018年11月まで）

（3）北九州市社会福祉協議会
- 2019年4月　北九州市社会福祉協議会　北九州市社会福祉ボランティア大学校　校長(2024年3月まで)

## テレビ出演
- NHK総合 『クローズアップ現代』 ― 「故郷の親を介護できますか」[7] 　（2001年6月4日放送）スタジオ出演。

## 著書
（単著）
- 『フランス社会保障医療形成史―伝統的自由医療から社会保障医療へ―』（九州大学出版会、1991年3月、336頁）
- 『「高齢化社会」…「問題」は発見されたのか？』（地方自治総合研究所・自治総研ブックレット、1993年12月、51頁）
- 『比較福祉論』（早稲田大学出版部、1999年4月、260頁）
- 『比較福祉論〔新版〕』（早稲田大学出版部、2001年4月、267頁）
- 『比較福祉の方法』（成文堂、2011年6月、295頁）
- 『「考え方」で考える社会保障法』（成文堂、2015年9月、254頁）
- 『「ありよう」で捉える社会保障法 : 社会保障の法現象』（成文堂、2016年10月、250頁）
- 『「議事録」で読む社会保障の「法的姿」:「結論」を得るための「理屈」』（成文堂、2017年7月、264頁）
- 『「ことば」と社会保障法 : 規範的独自性を探る』（成文堂、2018年9月、256頁）
- 『社会保障法へのアプローチ:方法としての[「ソモソモ」と「深掘り」]』（成文堂、2020年6月、268頁）
- 『ここに「感染症」がある［物語編］－七つの日常－』（成文堂、2023年9月、181頁）
- 『ここに「感染症」がある［探求編］－日常の「再生産」－』（成文堂、2023年9月、337頁）

（共著）
- 林迪広・久塚純一『社会福祉法』（光生館、1982年11月、249頁）
- 久塚純一・古橋エツ子・本沢己代子『テキストブック社会保障法』（日本評論社、1998年4月、220頁）

（共編著）
- 『世界の福祉』（早稲田大学出版部、2001年9月、174頁）
- 『社会保険と市民生活』（財団法人放送大学教育振興会、2004年3月、249頁）
- 『世界の福祉〔第2版〕』（早稲田大学出版部、2004年5月、179頁）
- 『社会保障法解体新書』（法律文化社、2005年1月、228頁）
- 『世界のNPO』（早稲田大学出版部、2006年5月、292頁）
- 『社会保障法解体新書〔第2版〕』（法律文化社、2007年4月、248頁）
- 『福祉を学ぶ人のための法学』（法律文化社、2007年10月、247頁）
- 『高齢者福祉を問う : 現場・行政・研究の立場から』（早稲田大学出版部、2009年3月、324頁）
- 『社会保障法解体新書[第3版]』（法律文化社、2011年3月、248頁）
- 『医療・福祉を学ぶ人のための法学入門』（法律文化社、2012年4月、249頁）
- 『チャレンジ現代社会と福祉 :〈社会福祉原論〉を現場から学ぶ』（法律文化社、2012年5月、247頁）
- 『社会保障法解体新書[第4版]』（法律文化社、2015年5月、243頁）

（分担執筆）
- 荒木誠之編『社会保障法』（青林書院新社、1978年2月、383頁）（「第9章　社会保障の行財政と受給権の保護　第1節　社会保障行政を分担執筆）
- 林迪廣・古賀昭典編『社会保障法講義』（法律文化社、1980年4月、302頁）（第2編各論　第1章　医療保険法を分担執筆）
- 林迪廣編『法律学の視点』（法律文化社、1981年4月、258頁）（14章　生きがいへの保障と社会福祉法を分担執筆）
- 森実・依田精一編『日本の現代法』（法律文化社、1983年4月、332頁）（Ⅱ　社会と法　3　社会保障法を分担執筆）
- 日本労働法学会編『雇用保障』（総合労働研究所、1984年7月、368頁）（三　職業紹介・就職促進に関する法　2　現行の職業紹介・就職促進法制の仕組みと問題点を分担執筆）
- 石本忠義ほか編『社会保障の変容と展望』（勁草書房、1985年7月、378頁）（第2部　社会保険の課題と展望　6　フランスにおける医療の社会化と今後の方向を分担執筆）
- 荒木誠之先生還暦祝賀論文集『現代の生存権―法理と制度―』（法律文化社、1986年5月、653頁）（「社会保障医療の形成と方向性-独自の法としての社会保障法の把握のために」を分担執筆）
- 林迪広ほか著『社会保障法』（法律文化社、1987年4月、302頁）（第4章　社会保障法の基本原理と体系、第8章　所得保障を分担執筆）
- 第1回「大学と科学」公開シンポジウム組織委員会編『現代社会における法的問題処理』（出版科学総合研究所、1987年7月、197頁）（第1部　家族問題　4　高齢化社会における諸問題とそれへの対応を分担執筆）
- 林迪廣編『法律学の視点[新版]』（法律文化社、1986年1月、320頁）（14章　生きがいへの保障と社会福祉法を分担執筆）
- 有地亨編『現代家族の機能障害とその対策』（ミネルヴァ書房、1989年2月、474頁）（第Ⅲ部　老人問題　第6章　日本および外国における現行諸制度の問題点と将来への提言　二　フランスの老人問題、四　まとめと将来の提言[二宮考冨との共同]を分担執筆）
- 古賀昭典編『現代公的扶助法論』（法律文化社、1990年7月、326頁）（第1部第5章　主要国の公的扶助　第3節　フランス、第2部第5章　被保護者の権利・義務および不服申立てと訴訟を分担執筆）
- 『高齢化社会における保健・医療・福祉』（日本公衆衛生協会、1994年）（3章の2　高齢社会における地域の役割を分担執筆）
- 清正寛・良永弥太郎編『論点社会保障法』（中央経済社、1996年5月、306頁）（第3章　医療給付を分担執筆）
- 社会保障研究所編『社会福祉における市民参加』（東京大学出版会、1996年11月、316頁）（フランスにおける社会福祉への市民参加を分担執筆）
- 荒木誠之編『生活保障論』（法律文化社、1996年4月、207頁）（第４章　年金の保障を分担執筆）
- 小林登・田村貞雄編『社会人間学』（成文堂、1997年11月、310頁）（第6章　社会保障の国際比較と人間行動を分担執筆）
- 岡沢憲芙・宮本太郎編『比較福祉国家論』（法律文化社、1997年5月）（第1部　揺らぎの諸相　第2章　フランス：伝統と揺らぎを分担執筆）
- 古賀昭典編『（新版）現代公的扶助法論』（法律文化社、1997年6月、328頁）（第1部第5章　主要国の公的扶助　第3節　フランス、第2部第5章　被保護者の権利・義務および不服申立てと訴訟を分担執筆）
- 清正寛・良永弥太郎編『論点社会保障法[第二版]』（中央経済社、2000年9月、335頁）（第3章　医療給付を分担執筆）
- 日本社会保障法学会編『講座社会保障法④医療保障法・介護保障法』（法律文化社、2001年）（第1部　医療保障法　第3章　医療保障と医療供給体制の整備・再編を分担執筆）
- 清正寛・良永弥太郎編『論点社会保障法[第三版]』（中央経済社、2003年5月、337頁）（第3章　医療給付を分担執筆）
- 石本忠義編『少子高齢化と医療・介護・福祉問題』（勁草書房、2005年10月、164頁）（第3章　少子高齢化と日本型福祉の枠組みを分担執筆）
- 岡澤憲芙・連合総合生活開発研究所編『福祉ガバナンス宣言』（日本経済評論社、2007年11月、327頁）（第9章　社会連帯の創造と排除を分担執筆）
- 大曽根寛編『ライフステージ社会福祉法　いまの福祉を批判的に考える』（法律文化社、2008年6月、241頁）（第6章　人の「死亡」と「福祉」を分担執筆）
- 大曽根寛・金川めぐみ・森田慎二郎編『社会保障法のプロブレマティーク : 対立軸と展望』　（法律文化社、2008年9月、258頁）（結.「社会保障法」的議論として再構成する　を分担執筆）
- 坪郷寛・ゲジーネ・フォリャンティ＝ヨースト・縣公一郎編『分権と自治体再構築 : 行政効率化と市民参加』（法律文化社、2009年11月、246頁）（第7章　日本における「民間団体」の歴史的位置を分担執筆）
- 日本社会保障法学会編『新・講座社会保障法　第2巻 (地域生活を支える社会福祉)』（法律文化社、2012年7月、321頁）（第13章　介護保険をめぐる基本課題を分担執筆）
- 古橋エツ子・ 床谷文雄・新田秀樹編『家族法と社会保障法の交錯 : 本澤巳代子先生還暦記念』（信山社、2014年10月、542頁）（総論の2　社会保障法における「個人」と「世帯」を分担執筆）
- 岡澤憲芙編著『比較政治学のフロンティア : 21世紀の政策課題と新しいリーダーシップ』（ミネルヴァ書房、2015年1月、363頁）（第13章　少子高齢社会を踏まえた比較福祉の方法を分担執筆）
- 早稲田大学平山郁夫記念ボランティアセンター編『体験の言語化』（成文堂、2016年11月、281頁）（第4部第1章「体験の言語化」の言語化を分担執筆）

## 論文
（単著）
- 「戦前日本における医療の変遷について」（九州大学大学院法学修士学位論文、1974年3月）
- 「日本医療制度の展開過程とその論理（上）」『九大法学』32号（九州大学法学会、1976年10月、1－34頁）
- 「日本医療制度の展開過程とその論理（下）」『九大法学』33号（九州大学法学会、1977年3月、1－32頁）
- 「健康保険制度の史的展開」『季刊労働法』110号（総合労働研究所、1978年12月、81－89頁）
- 「フランスにおける「医師倫理規則」について」『国際社会保障研究』23号（健康保険組合連合会、1979年3月、108－123頁）
- 「ヴィシー体制下における医師組織」『国際社会保障研究』25号（健康保険組合連合会、1980年3月、37－67頁）
- 「医師への謝礼と法―慣習、近代市民法、社会法と謝礼―」『国際社会保障研究』26号（健康保険組合連合会、1980年10月、25-47 頁）
- 「フランスにおける医師の組織の系譜と機能」『健康保険』32巻2号（健康保険組合連合会、1980年2月、31－39頁）
- 「フランス「医師倫理規則」の形成過程」『海外社会保障情報』No.50（社会保障研究所、1980年6月、2－13頁）
- 「社会保障における国家的管理と国民の主体性」『健康保険』35巻10号（健康保険組合連合会、1981年10月、46－51頁）
- 「フランスにおける医療の社会化過程の一側面」『法政論集』9巻2号（北九州大学法学会、1982年1月、261－301頁）
- 「フランスにおける医療の社会化過程と医師の組織化」『法政論集』10巻1-2号合併（北九州大学法学会、1982年11月、211－271頁）
- 「社会保障医療における２つの原理」『健康保険』38巻5号（健康保険組合連合会、1984年5月、40－47頁）
- 「社会保障医療の今日的課題」『日本社会保障法学会年報』887号（日本社会保障法学会、1984年4月、6－10頁）
- 「フランスにおける「医師倫理規程」（Code de déontologie médicale）の運命（１）」『法政論集』11巻3-4号合併（北九州大学法学会、1984年3月、273－353頁）
- 「社会保障医療の今日的方向性と国民の位置」『法政論集』12巻１号（北九州大学法学会、1984年9月、287－308頁）
- 「社会保障法における理念とその具体化（上）―平等性、普遍性、連帯性を基礎として―」『法政論集』13巻3号（北九州大学法学会、1986年3月、265－316頁）
- 「退職手当の法的問題と労働基準法」『季刊労働法』別冊No.10（総合労働研究所、1987年）
- 「医療法」の改正と社会保障医療」『法政論集』14巻2号（北九州大学法学会、1987年10月、371－387頁）
- 「高齢者のニーズとその把握」『法政論集』15巻2号（北九州大学法学会、1987年12月、193－230頁）
- 「生活圏」と「行政圏」『地方自治ふくおか』19号（福岡県地方自治研究所、1988年2月、5－16頁）
- 「地域医療計画の推進にあたって」『健康保険』42巻4号（健康保険組合連合会、1988年4月、19－24頁）
- 「社会保障医療の確保と医療供給体制の今後」『法政論集』15巻4号（北九州大学法学会、1988年3月、575－629頁）
- 「出揃った「地域医療計画」」『法政論集』17巻2号（北九州大学法学会、1989年11月、137－187頁）
- 「フランスにおける医師への謝礼の社会化」『法政論集』17巻3号（北九州大学法学会、1990年2月、471－512頁）
- 「北九州市における「女性」のネットワーク―伝統・競争・互助―」『北九州産業社会研究所紀要』31号（北九州産業社会研究所、1990年3月、53－78頁）
- 「フランスにおける診療報酬の歴史的展開」『季刊社会保障研究』26巻2号（社会保障研究所、1990年9月、161－175頁）
- 「フランスにおける社会保障医療への途」『法政論集』18巻2号（北九州大学法学会、1990年9月、223－270頁）
- 「フランスにおける高齢者への諸施策(上)」『健康保険』45巻2号（健康保険組合連合会、1991年2月、26－31頁）
- 「フランスにおける高齢者への諸施策(下)」『健康保険』45巻3号（健康保険組合連合会、1991年3月、28－33頁）
- 「フランスにおける高齢者とその家族(上)」『健康保険』46巻5号（健康保険組合連合会、1992年5月、28－33頁）
- 「フランスにおける高齢者とその家族(下)」『健康保険』46巻6号（健康保険組合連合会、1992年6月、52－59頁）
- 「フランスにおける外国人労働者の社会保障」『海外社会保障情報』No.99（社会保障研究所、1992年6月、15－22頁）
- 「医療保障の理念と医療扶助の現代的課題」『社会保障法』7号（日本社会保障法学会、1992年5月、103－112頁）
- 「「地域医療・保健福祉」の確保と都道府県・市町村の役割」『地方自治ふくおか』26号（福岡県地方自治研究所、1992年9月、27－35頁）
- 「北九州市における高齢者保健・福祉ニーズに関する一考察」『北九州産業社会研究所紀要』33号（北九州産業社会研究所、1992年3月、1－39頁）
- 「活動するフランスの高齢者たち」『健康保険』47巻3号（健康保険組合連合会、1993年3月、52－59頁）
- 「社会保障の理念とその具体化の方向性」『自治総研』19巻2号（地方自治総合研究所、1993年2月、1－16頁）
- 「フランスにおける医療保険制度の歴史的展開について」『社会保障法』8号（日本社会保障法学会、1993年5月、63－74頁）
- 「老人保健福祉計画作成をめぐる諸問題」『地方自治ふくおか』27号（福岡県地方自治研究所、1993年3月、1－31頁）
- 「老人保健福祉計画策定のチェックポイント」『地方自治ふくおか』30号（福岡県地方自治研究所、1993年11月、12－21頁）
- 「社会保障の理念・原理と体系（上）」『SOCIUS』創刊号（ソシウス編集委員会、1994年7月、42－47頁）
- 「社会保障の理念・原理と体系（中）」『SOCIUS』2号（ソシウス編集委員会、1994年10月、49－55頁）
- 「地域保健をめぐる現状分析―公的責任―」『保健婦雑誌』Vol.50. No.12（医学書院、1994年11月、944－948頁）
- 「社会保障の理念・原理と体系（下）」『SOCIUS』3号（ソシウス編集委員会、1995年3月、54－63頁）
- 「公的介護保険制度を巡る議論を検証する」『健康保険』Vol.49-9（健康保険組合連合会、1995年9月、34－41頁）
- 「「老人保健福祉計画」策定に地域特性は生かされたのか？」『自治総研』Vol.21-7（地方自治総合研究所、1995年7月、1－31頁）
- 「公的介護保険制度を巡る議論をチェックする」『地方自治ふくおか』33号（福岡県地方自治研究所、1995年10月、1－9頁）
- 「フランスの社会保障プランとストライキ」『健康保険』Vol,50-3（健康保険組合連合会、1996年3月、28－34頁）
- 「フランス社会保障改革（案）とゼネストについて」『地方自治ふくおか』34号（福岡県地方自治研究所、1996年5月、26－33頁）
- 「福祉の普遍性とローカルアイデンティティー」『北九州産業社会研究所紀要』37号（北九州大学産業社会研究所、1996年3月、177－203頁）
- 「地方「老人保健福祉計画」に地域特性は反映されうるのか？」『自治総研』Vol.23-3（地方自治総合研究所、1997年3月、29－81頁）
- 「いわゆる「介護保険というもの」の存在構造」『自治総研』Vol.23-9（地方自治総合研究所、1997年9月、1－21頁）
- 「「介護保険」の論じられ方」『地方自治ふくおか』37号（福岡県地方自治研究所、1997年10月、1－13頁）
- 「コミュニティ・ケアの理念とその具体化の比較地域研究」『地方自治ふくおか』38号（福岡県地方自治研究所、1998年5月、47－113頁）
- 「職員の意識の中での福祉自治体づくり」『福祉自治体づくりの可能性』、{福岡県地方自治研究所、1999年3月、57－71頁）
- 「介護保険事業の広域的実施と担当者の意識」『地方自治ふくおか』40号（福岡県地方自治研究所、1999年10月、1－60頁）
- 「年金保険制度改革をめぐる議論の構造」『賃金と社会保障』1373号（旬報社、2004年7月、36－42頁）
- 「年金保険の理屈…「だれ」が、「なぜ」負担することになるのか？」『賃金と社会保障』1375・1376号（旬報社、2004年8月、50－58頁）
- 「グローバル化する社会保障の課題―傷病に対しての給付（医療の保障）に限定して―」『社会保障法』20号（日本社会保障法学会、2004年5月、114－118頁）
- 「地域医療を考える―これからの公立病院の役割」『地方自治ふくおか』48号（福岡県地方自治研究所、2004年3月、49－61頁）
- 「「償還制」をめぐる言説と戦略」『Quality Nursing』Vol.10-9（文光堂、2004年9月、857－863頁）
- 「福祉の大衆化という構造」『Quality Nursing』Vol.10-10（文光堂、2004年10月、945－949頁）
- 「フランスにおけるアソシアシオンからのヒント」『Quality Nursing』Vol.10-11（文光堂、2004年11月、1047－1053頁）
- 「それぞれの「理屈と正当性」―自分でない人との連帯」『Quality Nursing』Vol.10-12（文光堂、2004年12月、1145－1150頁）
- 「グローバル化する社会保障の課題―傷病に対しての給付（医療の保障）に限定して―」『社会保障法』20号（日本社会保障法学会、2005年5月、114－118頁）
- 「医療保険と介護保険における高齢者像―「一定の年齢以上の」と「制度化された高齢者」」『法律時報』77巻5号（日本評論社、2005年5月、49－54頁）
- 「「日本の社会保障・社会福祉制度」のとらえ方―複雑さと「説明の変容」がもたらしたもの」『賃金と社会保障』1413号（旬報社、2006年3月、4－12頁）
- 「社会保障関係の費用・財政 (データブック 日本の社会保障・社会福祉2006(上))」『賃金と社会保障』1413号（旬報社、2006年3月、17－25頁）
- 「日本の人口動態 (データブック 日本の社会保障・社会福祉2006(上))」『賃金と社会保障』1413号（旬報社、2006年3月、14－16頁）
- 「福祉NPO (データブック 日本の社会保障・社会福祉2006(下))」『賃金と社会保障』1414号（旬報社、2006年3月、53－58頁）
- 「「医療制度改革」にみる医療供給体制の確保」『自治総研』335号（地方自治総合研究所、2006年9月、76－108頁）
- 「「対立軸」から読み解く社会保障(第1回)対立軸を使用した練習的思考」『クォータリー生活福祉研究 : 明治安田生活福祉研究所調査報』通刊67号Vol.18No.1（明治安田生活福祉研究所、2009年4月、1－17頁）
- 「創設30周年を超えて : 福岡県地方自治研究所の位置と課題」『地方自治ふくおか』50号（福岡県地方自治研究所、2010年10月、1－3頁）
- 「「社会的責任」と「私的責任」: 歴史的位置づけの変容からのアプローチ」『地方自治ふくおか』52号（福岡県地方自治研究所、2011年10月、3－9頁）
- 「「社会連帯」の創造と社会的排除(再論) (特集 人と人とのつながり)」『地方自治ふくおか』56号（福岡県地方自治研究所、2013年5月、2－8頁）
- 「日本における「少子化」現象の語られ方 : 「日本固有なこと」と「科学的なこと」との交錯」『地方自治ふくおか』58号（福岡県地方自治研究所、2014年11月、2－9頁）
- 「社会保障の社会学 : 議事録から見る「年金(改革)」と「少子化(現象)」」『都市政策研究所紀要』9号（北九州市立大学都市政策研究所、2015年3月、7－24頁）
- 「パネルディスカッション 大規模災害と民の力のいかし方 (特集 震災と地方自治 : 熊本地震から見える新たな可能性)」『地方自治ふくおか』62号（福岡県地方自治研究所、2017年4月、44－53頁）
- 「一体、「何」なのか「新型コロナ」とは???・・・「枠組みの争奪戦」と「露呈する境界線」・・・」『地方自治ふくおか』72号（福岡県地方自治研究所、2021年3月、4－33頁）

## 評論
（単著）
- 「社会保障医療と国民の自律性・主体性」『週刊社会保障』Vol.37 No,1241（社会保険法規研究会、1983年8月、14－17頁）
- 「社会保障医療における量と質」『週刊社会保障』Vol.38 No.1289（社会保険法規研究会、1984年7月、14－17頁）
- 「社会保障の権利と国・国民の法感覚」『週刊社会保障』Vol.39 No.1393（社会保険法規研究会、1985年8月、14－17頁）
- 「「地域福祉計画」作成の基本的視点」『週刊社会保障』Vol.41 No.1451（社会保険法規研究会、1987年9月、14－17頁）
- 「世界の医療事情シリーズ・フランス編」『摂津市医師会会報』No.26、摂津市医師会（1987年10月、26－31頁）
- 「生涯学習の実践における大学の役割」『自治研修』Vol.348（自治大学校・地方自治研究資料センター、1988年〇月、〇―〇頁・・・不詳）
- 「社会保障と生活の日常性確保」『週刊社会保障』Vol.42 No.1508（社会保険法規研究会、1988年10月、22－25頁）
- 「出揃った地域医療計画」『週刊社会保障』Vol.43 No.1543（社会保険法規研究会、1989年6月、22－25頁）
- 「社会保障の「正確なニーズ把握」」『週刊社会保障』Vol.44 No.1588（社会保険法規研究会、1990年5月、22－25頁）
- 「社会保障の調査から具体的施策へ」『週刊社会保障』Vol.45 No.1640（社会保険法規研究会、1991年6月、22－25頁）
- 「フランスにおける高齢者と高齢者への諸施策」『海外社会保障情報』No.95（社会保障研究所、1991年6月、1－12頁）
- 「「地域医療計画」と「地方老人保健福祉計画」」『週刊社会保障』Vol.46 No.1690（社会保険法規研究会、1992年5月、22－25頁）
- 「コード化された老人保健福祉計画」『週刊社会保障』Vol.47 No.1742（法研、1993年5月、22－25頁）
- 「フランス…医療財政を巡る議論が先行」『世界の医療制度を探る』31号（朝日ホームドクター社、1994年5月、39－48頁）
- 「「社会保障の転換点」の論じ方」『週刊社会保障』Vol.48 No.1802（法研、1994年8月、22－25頁）
- 「国民健康保険法・健康保険法」『社会福祉基本六法』（誠信書房、1996年）
- 「論評　福祉におけるローカルアイデンティティー」『週刊社会保障』Vol.50 No.1891（法研、1996年6月、22－25頁）
- 「社会保障の方法論的課題」『週刊社会保障』Vol.51 No.1943（法研、1997年6月、26－29頁）
- 「社会保障の論点整理」『週刊社会保障』Vol.52 No.1997（法研、1998年7月、22－25頁）
- 「国民健康保険法・健康保険法」『社会福祉基本六法（第2版）』（誠信書房、1998年）
- 「社会保障を巡る「不安」・「諦観」・「無関心」の構造」『週刊社会保障』Vol.53 No.2052（法研、1999年9月、26－29頁）
- 「安定した社会保障へのアプローチ」『週刊社会保障』Vol.54 No.2090（法研、2000年6月、24－27頁）
- 「「保険事故」と「保険給付」」週刊社会保障、Vol.55 No.2144（法研、2001年7月、24－27頁）
- 「国民健康保険法・健康保険法」『社会福祉基本六法（第3版）』（誠信書房、2001年）
- 「学際的｢福祉」研究｣『Ｗeb大学出版』No.48（大学出版(大学出版部協会）、2001年)
- 「日本における「社会保障」の特殊事情」『週刊社会保障』Vol.56 No.2194（法研、2002年7月、24－27頁）
- 「社会保障「改革」と「ソレ」」『週刊社会保障』Vol.57 No.2244（法研、2003年7月、22－25頁）
- 「「学会事務局」という経験」『社会保障法』18号（日本社会保障法学会、2003年5月、1－3頁）
- 「年金改革はいかに語られたか？」『週刊社会保障』Vol.58 No.2294（法研、2004年8月、50－53頁）
- 「これからの日本の福祉を考える」『新鐘』71号（早稲田大学学生部、2004年12月、42－45頁）
- 「グローバルなスタンダードと各国の事情―第17回労働法・社会保障世界大会―」『学術の動向』（日本学術協力財団、2004年9月、96－96頁）
- 「奨励賞評」『社会保障法』19号（日本社会保障法学会、2004年5月、170－171頁）
- 「国際学会の動向」『社会保障法』19号（日本社会保障法学会、2004年5月、190－191頁）
- 「奨励賞評」『社会保障法』20号（日本社会保障法学会、2005年5月、216－217頁）
- 「座談会 　高齢期を尊厳を持って生きること・支えること」『法律時報』77巻5号（日本評論社、2005年5月、4－20頁）
- 「「際(きわ)の部分」から中心部へ―社会保険制度についての議論の再整理のために」『週刊社会保障』No.2346（法研、2005年8月、46－49頁）
- 「「社会保障」と「連帯」」『週刊社会保障』No.2401（法研、2006年10月、30－33頁）
- 「「具体的な人間の日常性」と抽象化された「専門性・科学性」」『ナチュラルヒストリーの時間』(大学出版部協会、2007年、6月、124－130頁)
- 「「年金（保険）の問題」はどのように再構築されるか」『週刊社会保障』No.2443（法研、2007年8月、40－45頁）
- 「社会保障における「任意性/強制性」--対立軸の歴史的位置と構造」『週刊社会保障』Vol.63
- No.2540（法研、2009年7月、46－51頁）
- 「社会保険のありようから見える私たちの社会--〈「スタンダード無し」というスタンダード〉の形成」『週刊社会保障』Vol.64　No.2598（法研、2010年10月、42－47頁）
- 「「社会的な給付」という考え方の構造--「社会的な責任」と「私的な責任」の相互関係」『週刊社会保障』Vol.65　No.2644（法研、2011年9月、44－49頁）
- 「社会保障における「統合」と「分断」 : 「対立軸」か?「ダブルスタンダード」か?」『週刊社会保障』Vol.66　No.2698（法研、2012年10月、44－49頁）
- 「社会保障法をめぐる議論の構造 : ｢主体｣軸と｢空間｣軸による｢個人｣と｢世帯｣の再構成」『週刊社会保障』Vol.67　No.2749（法研、2013年10月、50－55頁）
- 「現代日本における「少子化」の語られ方 : 「時間軸」と「空間軸」との設定からの位置づけ」『週刊社会保障』Vol.68　No.2796（法研、2014年10月、54－59頁）
- 「社会保障の法現象 : 「ありよう」の枠組みで捉える大切さ」『週刊社会保障』Vol.69　No.2847（法研、2015年10月、48－53頁）
- 「「社会保障」の法的「姿」 : 「交錯状態」を「議事録」から読み取る」『週刊社会保障』Vol.70　No.2897（法研、2016年10月、54－59頁）
- 「社会保障法とはどのようなモノとして存在するのか : 「ことば(というモノ)」を手掛かりにした試み」『週刊社会保障』Vol.71　No.2944（法研、2017年10月、42－47頁）
- 「40周年記念式典 座談会 研究所のこれまでの10年、これからの10年 (特集 福岡県地方自治研究所創立40周年記念式典)」『地方自治ふくおか』67号（福岡県地方自治研究所、2018年07月、18－42頁）
- 「社会保障法」について「考察するコト」とは：「何のコトを？」－「どのように？」『週刊社会保障』Vol.72 No.2995 （法研、2018年10月、48－53頁）
- 「姿」を現す「感染症」...「どのようなところに」/「どのように」...『週刊社会保障』Vol.76 No.3186 （法研、2022年9月、48－53頁）
- 「出現」する"マイノリティ"...私たちの〈「思考」の「構造」〉...『週刊社会保障』Vol.77 No.3247 （法研、2023年12月、42－47頁）

## 項目執筆（事典・辞書など）
- 事典刊行委員会編『社会保障・社会福祉事典』（旬報社、1989年）
- 比較家族史学会編『事典／家族』（弘文堂、1996年）
- 浜口晴彦編集代表『現代エイジング辞典』（早稲田大学出版部、1996年）
- 茂木俊彦ほか編『障害児教育大事典』（旬報社、1997年）
- 庄司洋子・木下康仁・武川正吾・藤村正之＝編『福祉社会事典』（弘文堂、1999年）
- 伊藤正巳・園部逸夫編『現代法律百科大事典』（ぎょうせい、2000年）
- 事典刊行委員会編『社会保障・社会福祉大事典』（旬報社、2004年）
- 茂木俊彦編集代表『特別支援教育大事典』（旬報社、2010年）

## 判例研究・紹介
- 「判例回顧・労働法」（分担執筆）『法律時報』48巻13号（日本評論社、1976年）
- 「判例回顧・労働法」（分担執筆）『法律時報』49号14号（日本評論社、1977年）
- 「障害者福祉年金と老齢福祉年金の併給調整」『健康保険』33巻2号（健康保険組合連合会、1979年）
- 「秋田市国民健康保険条例違憲判例」『健康保険』33巻8号（健康保険組合連合会、1979年）
- 「社会保障判例紹介」『社会保障年鑑(1979年版)』（東洋経済新報社、1979年）
- 「社会保障判例紹介」『社会保障年鑑(1980年版)』（東洋経済新報社、1980年）
- 「社会保障判例紹介」『社会保障年鑑(1981年版)』（東洋経済新報社、1981年）
- 「社会保障判例紹介」『社会保障年鑑(1982年版)』（東洋経済新報社、1982年）
- 「社会保障判例紹介」『社会保障年鑑(1983年版)』（東洋経済新報社、1983年）
- 「社会保障判例紹介」『社会保障年鑑(1984年版)』（東洋経済新報社、1984年）
- 「社会保障判例紹介」『社会保障年鑑(1985年版)』（東洋経済新報社、1985年）
- 「社会保障判例紹介」『社会保障年鑑(1986年版)』（東洋経済新報社、1986年）
- 「社会保障判例紹介」『社会保障年鑑(1987年版)』（東洋経済新報社、1987年）
- 「社会保障判例紹介」『社会保障年鑑(1988年版)』（東洋経済新報社、1988年）
- 「社会保障判例紹介」『社会保障年鑑(1989年版)』（東洋経済新報社、1989年）
- 「社会保障判例紹介」『社会保障年鑑(1990年版)』（東洋経済新報社、1990年）
- 「社会保障判例紹介」『社会保障年鑑(1991年版)』（東洋経済新報社、1991年）
- 「社会保障判例紹介」『社会保障年鑑(1992年版)』（東洋経済新報社、1992年）
- 「社会保障判例紹介」『社会保障年鑑(1993年版)』（東洋経済新報社、1993年）
- 「社会保障判例紹介」『社会保障年鑑(1994年版)』（東洋経済新報社、1994年）
- 「社会保障判例紹介」『社会保障年鑑(1995年版)』（東洋経済新報社、1995年）
- 「社会保障判例紹介」『社会保障年鑑(1996年版)』（東洋経済新報社、1996年）
- 「社会保障判例紹介」『社会保障年鑑(1997年版)』（東洋経済新報社、1997年）
- 「社会保障判例紹介」『社会保障年鑑(1998年版)』（東洋経済新報社、1998年）
- 「社会保障判例紹介」『社会保障年鑑(1999年版)』（東洋経済新報社、1999年）
- 「社会保障判例紹介」『社会保障年鑑(2000年版)』（東洋経済新報社、2000年）
- 「社会保障判例紹介」『社会保障年鑑(2001年版)』（東洋経済新報社、2001年）
- 「社会保障判例紹介」『社会保障年鑑(2002年版)』（東洋経済新報社、2002年）
- 「判例紹介」『社会保障法（日本社会保障法学会誌第5号）』（日本社会保障法学会、1990年）
- 「判例紹介」『社会保障法（日本社会保障法学会誌第6号）』（日本社会保障法学会、1991年）
- 「判例紹介」『社会保障法（日本社会保障法学会誌第7号）』（日本社会保障法学会、1992年）
- 「国民健康保険審査会の裁決取消訴訟と保険者の原告適格」佐藤進ほか編『別冊ジュリストNo.113　社会保障判例百選[第2版]』（有斐閣、1991年）
- 「原爆医療給付要件と「要医療性」佐藤進ほか編『別冊ジュリストNo.113　社会保障判例百選[第2版]』（有斐閣、1991年）
- 「社会保険診療報酬支払基金の審査権―基金の行う減点行為の法的性格」佐藤進ほか編『別冊ジュリストNo.153　社会保障判例百選［第3版］』（有斐閣、2000年）
- 「診療報酬」宇都木伸ほか編『別冊ジュリストNo.183　医事法判例百選』（有斐閣、2006年）
- 「社会保険診療報酬支払基金の審査権―基金の行う減点行為の法的性格」西村健一郎,岩村

## 翻訳書
- 『乳がんの政治学』（監訳）（早稲田大学出版部、2003年10月、274頁）
- 『フーコーと法 : 統治としての法の社会学に向けて』（監訳）（早稲田大学出版部、2007年4月、256頁）

## 学会報告
- 「戦前日本における医療制度の変遷について」（九州法学会、1976年）
- 「健康保険制度の史的展開」（全国社会保障法研究会（現・日本社会保障法学会）、1978年）
- 「フランスにおける「医師倫理規則」について」（九州法学会、1979年）
- 「わが国の医療関係制度をめぐる現状と諸問題」（日本社会保障法学会、1983年）
- 「現代社会における法的問題処理―現代家族の機能障害とその対策―老人問題」（「大学と科学」シンポジウム、1987年）
- 「医療保障の理念と医療扶助の課題」（日本社会保障法学会、1991年）
- 「フランスにおける医療保険制度の歴史的展開について」（日本社会保障法学会、1992年）
- 「高齢社会における地域の役割」（日本公衆衛生学会、1993年）
- 「グローバル化する社会保障の課題―傷病に対しての給付（医療の保障）に限定して―」（日本社会保障法学会、2004年）

## 科学研究費獲得履歴
（研究代表者）
- 「コミュニティ・ケアの理念とその具体化の比較地域的研究」基盤研究（C）、課題番号07610205、1995-1997年度[10]
- 「介護保険導入後におけるコミュニティ・ケアの理念と具体化に関する比較地域的研究」基盤研究（C）、課題番号10610198、1998 – 2000年度[11]
- 「公共・市場・NPOの相互関係とその政策形成へ及ぼす影響に関する国際比較研究」基盤研究（B）、課題番号14402002、2002-2004年度[12]
- 「福祉社会・政策デザインにおける次世代人材育成の国際比較」基盤研究（B）、課題番号20402049、2008 – 2010年度[13]

（研究分担者）
- 「家族の機能障害の実態と障害除去の諸施策の研究・・・・・・日英仏の比較検討」海外学術研究、課題番号62041146、1987年度[14]
- 「大都市における社会的ネットワ-クの変容と再生-構造調製下の北九州市の事例研究-」一般研究（B）、課題番号63450074、1988 – 1989年度[15]
- 「家族の機能障害と実態と障害除去の諸施策の研究-日英仏の比較検討-」国際学術研究、課題番号01044106、1989 – 1990年度[16]
- 「都市再生政策の国際比較研究」基盤研究（B）、課題番号12450250、2000-2002年[17]
- 「日本・ノルウェーにおける介護保障と福祉行政システムに関する国際比較」基盤研究（B）、課題番号17402034、2005 – 2007年[18]
- 「北欧 4 ヵ国における高齢者介護システムの多様性とその要因に関する比較分析研究」基盤研究（B）、課題番号20402043、2008 – 2012年[19]